# Championnat d'Asie de football des moins de 16 ans 2008
Navigation
Singapour 2006 Ouzbékistan 2010
Le Championnat d'Asie de football des moins de 16 ans 2008 est la treizième édition du Championnat d'Asie de football des moins de 16 ans qui a eu lieu à Tachkent en Ouzbékistan du 4 au 18 octobre 2008. L'équipe du Japon, championne d'Asie lors de l'édition précédente, peut y défendre son titre après avoir réussi à passer les éliminatoires. Ce tournoi sert de qualification pour la prochaine Coupe du monde des moins de 17 ans, qui aura lieu au Nigeria durant l'été 2009 : les 4 demi-finalistes seront directement qualifiés pour la phase finale.

## Qualification
Les sélections asiatiques sont réparties en 8 poules géographiques. Les 2 premiers de chacune de ces poules (sauf la poule 8 où seul le premier se qualifie) ainsi que le meilleur troisième sont qualifiés pour la phase finale.

De nombreuses équipes déclarent forfait : la Birmanie, les Maldives, le Timor oriental, les Philippines et l'Afghanistan. D'autres sont disqualifiées à l'issue des éliminatoires, principalement pour avoir aligné des joueurs sous-classés : si certaines disqualifications n'ont pas d'incidence sur la liste des qualifiés (le Kirghizistan, le Bhoutan, le Bangladesh, Macao ou le Cambodge étaient déjà hors course), d'autres ont eu des conséquences directes. Ainsi la Corée du Nord, disqualifiée par l'AFC, a permis à la Malaisie, 3e de la poule 7, de se qualifier pour le Championnat d'Asie après avoir perdu tous ses matchs et sans avoir marqué le moindre but... De même, le Tadjikistan, troisième du dernier championnat est mis hors-course et permet au 4e de la poule 4, les Émirats arabes unis de participer à la phase finale en tant que... meilleur troisième ! Enfin, la disqualification de l'Irak offre une place à l'Arabie saoudite.

### Poule 1
- Matchs disputés à Doha au Qatar :

| Rang | Équipe                   | Pts | J | G | N | P | Bp | Bc | Diff |  | Résultats (▼ dom., ► ext.) |  |     |     |     |     |     |
| ---- | ------------------------ | --- | - | - | - | - | -- | -- | ---- |  | -------------------------- |  | --- | --- | --- | --- | --- |
| 1    | Syrie                    | 15  | 5 | 5 | 0 | 0 | 20 | 2  | +18  |  | Syrie                      |  | 4-2 | 3-0 | 4-0 | 6-0 | 3-0 |
| 2    | Yémen                    | 10  | 5 | 3 | 1 | 1 | 12 | 8  | +4   |  | Yémen                      |  |     | 5-1 | 1-1 | 1-0 | 3-2 |
| 3    | Qatar                    | 9   | 5 | 3 | 0 | 2 | 11 | 11 | 0    |  | Qatar                      |  |     |     | 2-1 | 1-0 | 7-2 |
| 4    | Oman                     | 5   | 5 | 1 | 2 | 2 | 4  | 7  | -3   |  | Oman                       |  |     |     |     | 0-0 | 2-0 |
| 5    | Pakistan                 | 4   | 5 | 1 | 1 | 3 | 4  | 10 | -6   |  | Pakistan                   |  |     |     |     |     | 4-2 |
| 6    | Kirghizistan disqualifié | 0   | 5 | 0 | 0 | 5 | 6  | 19 | -13  |  | Kirghizistan disqualifié   |  |     |     |     |     |     |

### Poule 2
- Matchs disputés à Téhéran en Iran :

| Rang | Équipe              | Pts | J | G | N | P | Bp | Bc | Diff |  | Résultats (▼ dom., ► ext.) |  |     |     | Drapeau du Népal |     |
| ---- | ------------------- | --- | - | - | - | - | -- | -- | ---- |  | -------------------------- |  | --- | --- | ---------------- | --- |
| 1    | Iran                | 12  | 4 | 4 | 0 | 0 | 17 | 0  | +17  |  | Iran                       |  | 7-0 | 3-0 | 3-0              | 4-0 |
| 2    | Bahreïn             | 7   | 4 | 2 | 1 | 1 | 5  | 9  | -4   |  | Bahreïn                    |  |     | 0-0 | 3-2              | 2-0 |
| 3    | Koweït              | 5   | 4 | 1 | 2 | 1 | 6  | 8  | -2   |  | Koweït                     |  |     |     | 3-2              | 3-3 |
| 4    | Népal               | 3   | 4 | 1 | 0 | 3 | 7  | 10 | -3   |  | Népal                      |  |     |     |                  | 3-1 |
| 5    | Jordanie            | 1   | 4 | 0 | 1 | 3 | 4  | 12 | -8   |  | Jordanie                   |  |     |     |                  |     |
| 6    | Afghanistan forfait |     |   |   |   |   |    |    |      |  |                            |  |     |     |                  |     |

### Poule 3
- Matchs disputés à Dammam et Rakah en Arabie saoudite :

| Rang | Équipe              | Pts | J | G | N | P | Bp | Bc | Diff |  | Résultats (▼ dom., ► ext.) |  |     |     |     |     |      |
| ---- | ------------------- | --- | - | - | - | - | -- | -- | ---- |  | -------------------------- |  | --- | --- | --- | --- | ---- |
| 1    | Irak disqualifié    | 13  | 5 | 4 | 1 | 0 | 28 | 2  | +26  |  | Irak disqualifié           |  | 2-2 | 3-0 | 5-0 | 7-0 | 11-0 |
| 2    | Inde                | 13  | 5 | 4 | 1 | 0 | 18 | 2  | +16  |  | Inde                       |  |     | 3-0 | 3-0 | 6-0 | 4-0  |
| 3    | Arabie saoudite     | 9   | 5 | 3 | 0 | 2 | 13 | 7  | +6   |  | Arabie saoudite            |  |     |     | 4-1 | 5-0 | 4-0  |
| 4    | Liban               | 6   | 5 | 2 | 0 | 3 | 9  | 15 | -6   |  | Liban                      |  |     |     |     | 4-2 | 4-1  |
| 5    | Sri Lanka           | 3   | 5 | 1 | 0 | 4 | 3  | 22 | -19  |  | Sri Lanka                  |  |     |     |     |     | 1-0  |
| 6    | Bhoutan disqualifié | 0   | 5 | 0 | 0 | 5 | 1  | 24 | -23  |  | Bhoutan disqualifié        |  |     |     |     |     |      |

### Poule 4
- Matchs disputés à Abu Dhabi aux Émirats arabes unis :

| Rang | Équipe                  | Pts | J | G | N | P | Bp | Bc | Diff |  | Résultats (▼ dom., ► ext.) |  |     |     |     |     |     |
| ---- | ----------------------- | --- | - | - | - | - | -- | -- | ---- |  | -------------------------- |  | --- | --- | --- | --- | --- |
| 1    | Ouzbékistan             | 13  | 5 | 4 | 1 | 0 | 17 | 7  | +10  |  | Ouzbékistan                |  | 2-1 | 4-1 | 2-2 | 3-2 | 6-1 |
| 2    | Tadjikistan disqualifié | 10  | 5 | 3 | 1 | 1 | 12 | 6  | +6   |  | Tadjikistan disqualifié    |  |     | 1-1 | 3-2 | 3-1 | 4-0 |
| 3    | Turkménistan            | 8   | 5 | 2 | 2 | 1 | 8  | 8  | 0    |  | Turkménistan               |  |     |     | 2-1 | 3-1 | 1-1 |
| 4    | Émirats arabes unis     | 7   | 5 | 2 | 1 | 2 | 20 | 9  | +11  |  | Émirats arabes unis        |  |     |     |     | 9-1 | 6-1 |
| 5    | Bangladesh disqualifié  | 3   | 5 | 1 | 0 | 4 | 14 | 19 | -5   |  | Bangladesh disqualifié     |  |     |     |     |     | 9-1 |
| 6    | Palestine               | 1   | 5 | 0 | 1 | 4 | 4  | 26 | -22  |  | Palestine                  |  |     |     |     |     |     |

### Poule 5
- Matchs disputé dans la province d'Hebei en Chine :

| Rang | Équipe              | Pts | J | G | N | P | Bp | Bc | Diff |  | Résultats (▼ dom., ► ext.) |  |     |     |     |      |
| ---- | ------------------- | --- | - | - | - | - | -- | -- | ---- |  | -------------------------- |  | --- | --- | --- | ---- |
| 1    | Chine               | 12  | 4 | 4 | 0 | 0 | 28 | 1  | +27  |  | Chine                      |  | 2-1 | 9-0 | 5-0 | 12-0 |
| 2    | Singapour           | 9   | 4 | 3 | 0 | 1 | 17 | 3  | +14  |  | Singapour                  |  |     | 4-0 | 8-0 | 4-1  |
| 3    | Guam                | 4   | 4 | 1 | 1 | 2 | 1  | 13 | -12  |  | Guam                       |  |     |     | 0-0 | 1-0  |
| 4    | Mongolie            | 4   | 4 | 1 | 1 | 2 | 1  | 13 | -12  |  | Mongolie                   |  |     |     |     | 1-0  |
| 5    | Macao disqualifié   | 0   | 4 | 0 | 0 | 4 | 1  | 18 | -17  |  | Macao disqualifié          |  |     |     |     |      |
| 6    | Philippines forfait |     |   |   |   |   |    |    |      |  |                            |  |     |     |     |      |

### Poule 6
- Matchs disputés à Djakarta en Indonésie :

| Rang | Équipe               | Pts | J | G | N | P | Bp | Bc | Diff |  | Résultats (▼ dom., ► ext.) |  |     |     |     |     |     |
| ---- | -------------------- | --- | - | - | - | - | -- | -- | ---- |  | -------------------------- |  | --- | --- | --- | --- | --- |
| 1    | Japon                | 15  | 5 | 5 | 0 | 0 | 22 | 1  | +21  |  | Japon                      |  | 2-1 | 2-0 | 7-0 | 4-0 | 7-0 |
| 2    | Indonésie            | 9   | 5 | 3 | 0 | 2 | 7  | 4  | +3   |  | Indonésie                  |  |     | 1-0 | 0-1 | 4-1 | 1-0 |
| 3    | Laos                 | 9   | 5 | 3 | 0 | 2 | 12 | 4  | +8   |  | Laos                       |  |     |     | 6-0 | 2-1 | 4-0 |
| 4    | Cambodge disqualifié | 5   | 5 | 1 | 2 | 2 | 3  | 15 | -12  |  | Cambodge disqualifié       |  |     |     |     | 1-1 | 1-1 |
| 5    | Viêt Nam             | 2   | 5 | 0 | 2 | 3 | 3  | 11 | -8   |  | Viêt Nam                   |  |     |     |     |     | 0-0 |
| 6    | Hong Kong            | 2   | 5 | 0 | 2 | 3 | 1  | 13 | -12  |  | Hong Kong                  |  |     |     |     |     |     |

### Poule 7
- Matchs disputés à Singapour :

| Rang | Équipe                    | Pts | J | G | N | P | Bp | Bc | Diff |  | Résultats (▼ dom., ► ext.) |  |     |     |
| ---- | ------------------------- | --- | - | - | - | - | -- | -- | ---- |  | -------------------------- |  | --- | --- |
| 1    | Corée du Nord disqualifié | 4   | 2 | 1 | 1 | 0 | 4  | 0  | +4   |  | Corée du Nord disqualifié  |  | 0-0 | 4-0 |
| 2    | Australie                 | 4   | 2 | 1 | 1 | 0 | 2  | 0  | +2   |  | Australie                  |  |     | 2-0 |
| 3    | Malaisie                  | 0   | 2 | 0 | 0 | 2 | 0  | 6  | -6   |  | Malaisie                   |  |     |     |
| 4    | Timor oriental forfait    |     |   |   |   |   |    |    |      |  |                            |  |     |     |
| 5    | Maldives forfait          |     |   |   |   |   |    |    |      |  |                            |  |     |     |
| 6    | Birmanie forfait          |     |   |   |   |   |    |    |      |  |                            |  |     |     |

### Poule 8
- Matchs disputés à Bangkok en Thaïlande :

| Rang | Équipe       | Pts | J | G | N | P | Bp | Bc | Diff |  | Résultats (▼ dom., ► ext.) |      |     |      |
| ---- | ------------ | --- | - | - | - | - | -- | -- | ---- |  | -------------------------- | ---- | --- | ---- |
| 1    | Corée du Sud | 9   | 4 | 3 | 0 | 1 | 28 | 5  | +23  |  | Corée du Sud               |      | 1-4 | 11-0 |
| 2    | Thaïlande    | 6   | 4 | 2 | 0 | 2 | 15 | 7  | +8   |  | Thaïlande                  | 1-4  |     | 9-0  |
| 3    | Taïwan       | 3   | 4 | 1 | 0 | 3 | 2  | 33 | -31  |  | Taïwan                     | 0-12 | 2-1 |      |

## Équipes participantes
| - Ouzbékistan - Organisateur - Iran - Bahreïn - Singapour | - Corée du Sud - Indonésie - Inde - Syrie | - Australie - Arabie saoudite - Chine - Turkménistan | - Japon - Tenant du titre - Émirats arabes unis - Malaisie - Yémen |

## Premier tour
Les 16 équipes participantes sont réparties en 4 poules de 4. Au sein de la poule, chaque équipe rencontre ses adversaires une fois. À l'issue des rencontres, les 2 premiers de chaque poule se qualifient pour la phase finale de la compétition, disputée en quarts, demies et finale.

### Groupe A
|   | Équipe      | Pts | J | G | N | P | BP | BC | Diff |
| - | ----------- | --- | - | - | - | - | -- | -- | ---- |
| 1 | Iran        | 9   | 3 | 3 | 0 | 0 | 8  | 2  | +6   |
| 2 | Ouzbékistan | 6   | 3 | 2 | 0 | 1 | 10 | 2  | +8   |
| 3 | Bahreïn     | 3   | 3 | 1 | 0 | 2 | 3  | 4  | -1   |
| 4 | Singapour   | 0   | 3 | 0 | 0 | 3 | 1  | 14 | -13  |

| 4 octobre | Ouzbékistan | 7 | 0 | Singapour   |
|           | Iran        | 2 | 0 | Bahreïn     |
| 6 octobre | Bahreïn     | 3 | 0 | Singapour   |
|           | Iran        | 2 | 1 | Ouzbékistan |
| 8 octobre | Iran        | 4 | 1 | Singapour   |
|           | Ouzbékistan | 2 | 0 | Bahreïn     |

### Groupe B
|   | Équipe       | Pts | J | G | N | P | BP | BC | Diff |
| - | ------------ | --- | - | - | - | - | -- | -- | ---- |
| 1 | Corée du Sud | 7   | 3 | 2 | 1 | 0 | 15 | 3  | +12  |
| 2 | Syrie        | 7   | 3 | 2 | 1 | 0 | 6  | 2  | +4   |
| 3 | Inde         | 3   | 3 | 1 | 0 | 2 | 3  | 8  | -5   |
| 4 | Indonésie    | 0   | 3 | 0 | 0 | 3 | 1  | 12 | -11  |

| 4 octobre | Corée du Sud | 5 | 2 | Inde      |
|           | Syrie        | 2 | 1 | Indonésie |
| 6 octobre | Corée du Sud | 9 | 0 | Indonésie |
|           | Syrie        | 3 | 0 | Inde      |
| 8 octobre | Inde         | 1 | 0 | Indonésie |
|           | Corée du Sud | 1 | 1 | Syrie     |

### Groupe C
|   | Équipe          | Pts | J | G | N | P | BP | BC | Diff |
| - | --------------- | --- | - | - | - | - | -- | -- | ---- |
| 1 | Australie       | 9   | 3 | 3 | 0 | 0 | 11 | 2  | +9   |
| 2 | Arabie saoudite | 4   | 3 | 1 | 1 | 1 | 6  | 4  | +2   |
| 3 | Chine           | 4   | 3 | 1 | 1 | 1 | 4  | 4  | 0    |
| 4 | Turkménistan    | 0   | 3 | 0 | 0 | 3 | 1  | 12 | -11  |

| 5 octobre | Chine           | 2 | 0 | Turkménistan    |
|           | Australie       | 3 | 1 | Arabie saoudite |
| 7 octobre | Australie       | 2 | 1 | Chine           |
|           | Arabie saoudite | 4 | 0 | Turkménistan    |
| 9 octobre | Arabie saoudite | 1 | 1 | Chine           |
|           | Australie       | 6 | 0 | Turkménistan    |

### Groupe D
|   | Équipe              | Pts | J | G | N | P | BP | BC | Diff |
| - | ------------------- | --- | - | - | - | - | -- | -- | ---- |
| 1 | Japon               | 9   | 3 | 3 | 0 | 0 | 13 | 1  | +12  |
| 2 | Émirats arabes unis | 3   | 2 | 1 | 0 | 1 | 4  | 8  | -4   |
| 3 | Malaisie            | 3   | 3 | 1 | 0 | 2 | 5  | 7  | -2   |
| 4 | Yémen disqualifié   | 0   | 2 | 0 | 0 | 2 | 0  | 6  | -6   |

| 5 octobre | Japon               | 4 | 0 | Malaisie            |
|           | Émirats arabes unis | - | - | Yémen               |
| 7 octobre | Malaisie            | 3 | 0 | Yémen               |
|           | Japon               | 6 | 1 | Émirats arabes unis |
| 9 octobre | Japon               | 3 | 0 | Yémen               |
|           | Émirats arabes unis | 3 | 2 | Malaisie            |

- L'équipe du Yémen est exclue du tournoi après avoir aligné un joueur trop âgé. Tous ses résultats sont annulés et les rencontres sont perdues sur tapis vert (3-0), excepté celui face aux Émirats arabes unis, qui y avaient aligné un joueur suspendu. Cette rencontre a été annulée par l'AFC, sans toutefois modifier le classement final.

## Phase finale
|  | Quarts de finale    | Quarts de finale    | Quarts de finale    | Quarts de finale    |              |              | Demi-finales | Demi-finales | Demi-finales | Demi-finales |  |  | Finale     | Finale     | Finale     | Finale     |
|  |                     |                     |                     |                     |              |              |              |              |              |              |  |  |            |            |            |            |
|  | 12 octobre          | 12 octobre          | 12 octobre          | 12 octobre          |              |              | 15 octobre   | 15 octobre   | 15 octobre   | 15 octobre   |  |  | 18 octobre | 18 octobre | 18 octobre | 18 octobre |
|  | 12 octobre          | 12 octobre          | 12 octobre          | 12 octobre          |              |              | 15 octobre   | 15 octobre   | 15 octobre   | 15 octobre   |  |  | 18 octobre | 18 octobre | 18 octobre | 18 octobre |
|  | Iran                | Iran                | 2                   | 2                   |              |              | 15 octobre   | 15 octobre   | 15 octobre   | 15 octobre   |  |  | 18 octobre | 18 octobre | 18 octobre | 18 octobre |
|  | Iran                | Iran                | 2                   | 2                   |              |              | 15 octobre   | 15 octobre   | 15 octobre   | 15 octobre   |  |  | 18 octobre | 18 octobre | 18 octobre | 18 octobre |
|  | Syrie               | Syrie               | 0                   | 0                   |              |              | 15 octobre   | 15 octobre   | 15 octobre   | 15 octobre   |  |  | 18 octobre | 18 octobre | 18 octobre | 18 octobre |
|  | Syrie               | Syrie               | 0                   | 0                   | Iran         | Iran         | 3            | 3            |              |              |  |  | 18 octobre | 18 octobre | 18 octobre | 18 octobre |
|  | 12 octobre          |                     |                     |                     | Iran         | Iran         | 3            | 3            |              |              |  |  | 18 octobre | 18 octobre | 18 octobre | 18 octobre |
|  |                     |                     | Émirats arabes unis | Émirats arabes unis | 0            | 0            |              |              |              |              |  |  | 18 octobre | 18 octobre | 18 octobre | 18 octobre |
|  | Australie           | Australie           | Émirats arabes unis | Émirats arabes unis | 0            | 0            | 2            | 2            |              |              |  |  | 18 octobre | 18 octobre | 18 octobre | 18 octobre |
|  | Australie           | Australie           | 15 octobre          |                     |              |              | 2            | 2            |              |              |  |  | 18 octobre | 18 octobre | 18 octobre | 18 octobre |
|  | Émirats arabes unis | Émirats arabes unis | 3                   | 3                   |              |              |              |              |              |              |  |  | 18 octobre | 18 octobre | 18 octobre | 18 octobre |
|  | Émirats arabes unis | Émirats arabes unis | 3                   | 3                   | Iran         | Iran         | 2            | 2            |              |              |  |  |            |            |            |            |
|  | 12 octobre          |                     |                     |                     | Iran         | Iran         | 2            | 2            |              |              |  |  |            |            |            |            |
|  |                     |                     | Corée du Sud        | Corée du Sud        | 1            | 1            |              |              |              |              |  |  |            |            |            |            |
|  | Corée du Sud        | Corée du Sud        | Corée du Sud        | Corée du Sud        | 1            | 1            | 3            | 3            |              |              |  |  |            |            |            |            |
|  | Corée du Sud        | Corée du Sud        |                     |                     |              |              |              |              |              |              |  |  |            |            |            |            |
|  | Ouzbékistan         | Ouzbékistan         | 0                   | 0                   |              |              |              |              |              |              |  |  |            |            |            |            |
|  | Ouzbékistan         | Ouzbékistan         | 0                   | 0                   | Corée du Sud | Corée du Sud | 2            | 2            |              |              |  |  |            |            |            |            |
|  | 12 octobre          |                     |                     |                     | Corée du Sud | Corée du Sud | 2            | 2            |              |              |  |  |            |            |            |            |
|  |                     |                     | Japon               | Japon               | 1            | 1            |              |              |              |              |  |  |            |            |            |            |
|  | Japon               | Japon               | Japon               | Japon               | 1            | 1            | 2            | 2            |              |              |  |  |            |            |            |            |
|  | Japon               | Japon               |                     |                     |              |              |              | 2            |              |              |  |  |            |            |            |            |
|  | Arabie saoudite     | Arabie saoudite     | 0                   | 0                   |              |              |              |              |              |              |  |  |            |            |            |            |
|  | Arabie saoudite     | Arabie saoudite     | 0                   | 0                   |              |              |              |              |              |              |  |  |            |            |            |            |
|  |                     |                     |                     |                     |              |              |              |              |              |              |  |  |            |            |            |            |

### Quarts de finale
| 12 octobre 2008 | Iran            | 2 - 0 | Syrie | Stade Pakhtakor Markaziy, Tachkent                 |                                                    |
| 16:00           | Rezaei 79e, 90e |       |       | Spectateurs : 3 500 Arbitrage : Valentin Kovalenko | Spectateurs : 3 500 Arbitrage : Valentin Kovalenko |

| 12 octobre 2008 | Australie                       | 2 - 3 | Émirats arabes unis          | MHSK Stadium, Tachkent                    |                                           |
| 14:00           | Kantarovski 48e · Sainsbury 57e |       | Salim 7e, 62e · Mohammad 90e | Spectateurs : 500 Arbitrage : Minoru Tojo | Spectateurs : 500 Arbitrage : Minoru Tojo |

| 12 octobre 2008 | Corée du Sud                                         | 3 - 0 | Ouzbékistan | Stade Pakhtakor Markaziy, Tachkent               |                                                  |
| 20:00           | Kim Dong-jin 12e · Son Heung-min 54e · Lee Chang 72e |       |             | Spectateurs : 12 000 Arbitrage : Mohamad Mansour | Spectateurs : 12 000 Arbitrage : Mohamad Mansour |

| 12 octobre 2008 | Japon                          | 2 - 0 | Arabie saoudite | MHSK Stadium, Tachkent                    |                                           |
| 18:00           | Sugimoto 38e · Otayf 45e (csc) |       |                 | Spectateurs : 600 Arbitrage : Peter Green | Spectateurs : 600 Arbitrage : Peter Green |

### Demi-finales
| 15 octobre 2008 | Iran                                 | 3 - 0 | Émirats arabes unis | Stade Pakhtakor Markaziy, Tachkent          |                                             |
| 15:00           | Dabbagh 59e · Imani 77e · Rezaei 90e |       |                     | Spectateurs : 1 300 Arbitrage : Vo Minh Tri | Spectateurs : 1 300 Arbitrage : Vo Minh Tri |

| 15 octobre 2008 | Corée du Sud                       | 2 - 1 | Japon     | Stade Pakhtakor Markaziy, Tachkent             |                                                |
| 19:00           | Kim Dong-jin 4e · Lee Dong-nik 26e |       | Uchida 2e | Spectateurs : 600 Arbitrage : Abdullah Balideh | Spectateurs : 600 Arbitrage : Abdullah Balideh |

### Finale
| 18 octobre 2008 | Iran                     | 2 - 1 | Corée du Sud  | Stade Pakhtakor Markaziy, Tachkent               |                                                  |
| 16:00           | Talebat 38e · Rezaei 62e |       | Lee Chang 90e | Spectateurs : 600 Arbitrage : Valentin Kovalenko | Spectateurs : 600 Arbitrage : Valentin Kovalenko |

### Équipes qualifiées pour la Coupe du monde
Les sélections qualifiées pour la prochaine Coupe du monde sont :
- Iran
- Corée du Sud
- Émirats arabes unis
- Japon

## Sources et liens externes